# Устя (Чортківський район)

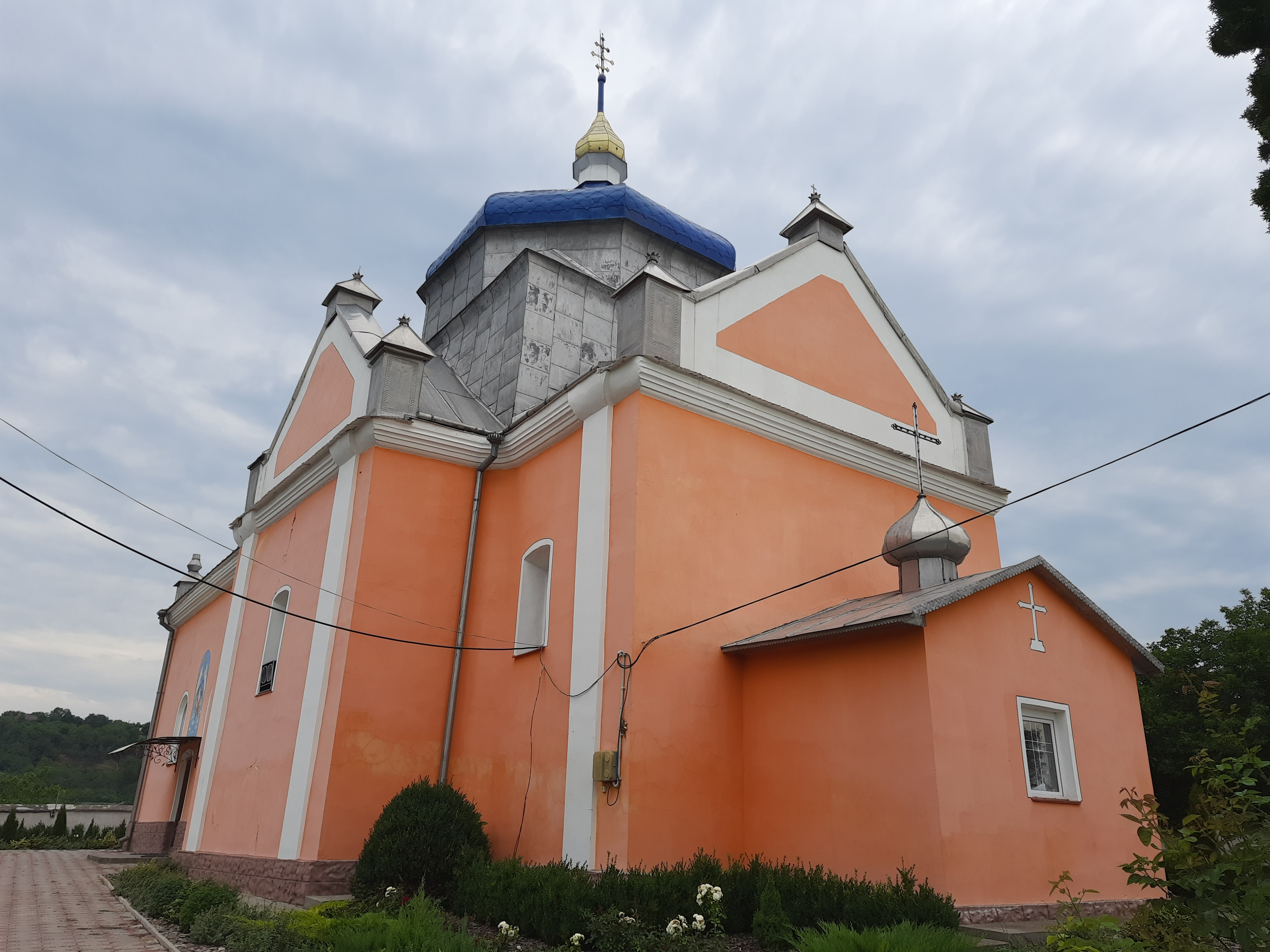
Церква святого Михаїла (18 ст.)

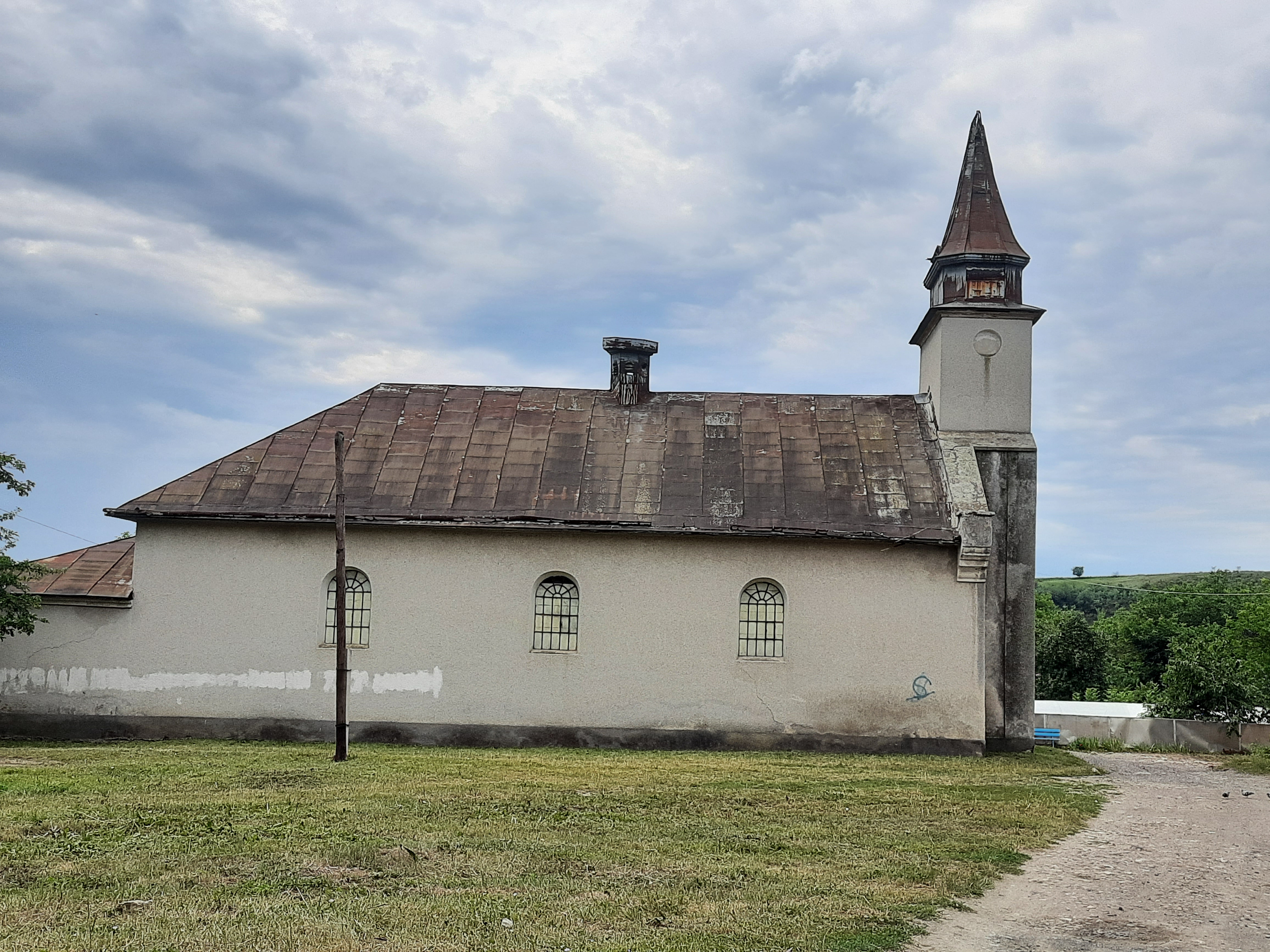
Старий костел. Зараз тут спортзал

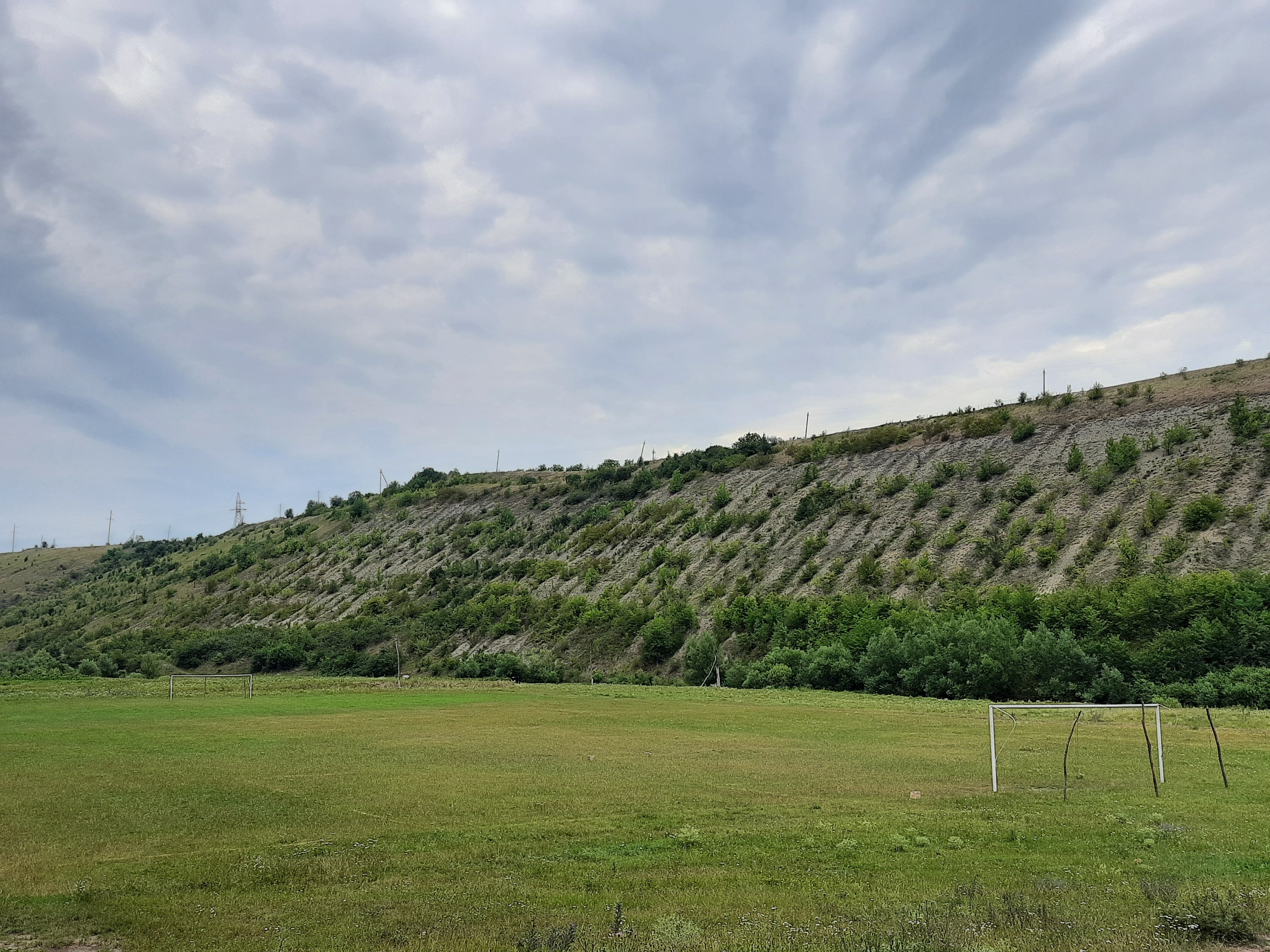
Сільський стадіон

У́стя — село в Україні, у Мельнице-Подільській селищній громаді Чортківського району Тернопільської області. Розташоване на річці Нічлава, при її впадінні у Дністер, на південному сході району.
Населення — 1085 осіб (2007).

## Назва
Місцева назва села — Вустя. Назва містечка походить від того, що воно розташоване в усті (гирлі) річки Нічлава (в місцевій говірці «Нішлава») і впадає до Дністра проти басарабських піль села Перебиківці. В польський та австрійський періоди село називалося Устя Єпископське (також Устє Єпископське) — прикметниковий додаток Єпископське походить із тих часів, коли устецький ключ великих земських маєтків (Устя, Горошова, Гермаківка, Залісся над Збручем, Іване Пусте, Нівра та Новосілка, а далі Чорнокозинці за Збручем тощо) належав до єпископських дій латинського кам'янець-подільського єпископства, заснованого поляками на окупованих українських землях при кінці XV століття.

## Географія
Село розташоване на відстані 379 км від Києва, 110 км — від обласного центру міста Тернополя та 21 км від міста Борщів.
Село розташоване в долині та на обох високих берегах річки Нічлава на тонкому перешийку, який з'єднує з областю півострів, утворений поворотами річки Дністер. На півострові за 8 км від Устя розташоване село Горошова. Найближчий населений пункт — село Перебиківці Заставнівського району Чернівецької області на протилежному березі Дністра, має з Устям поромне сполучення. Сусідні село Худиківці, смт Мельниця-Подільська, село Бабинці, село Пилипче, Михалків разом з Устям — усі належать до т. зв. Мельницького куща.
Для села характерний помірно континентальний клімат. Устя розташоване у найтеплішій смузі кліматичного регіону Теплого Поділля.
Нижню частину села, розташовану в долині Дністра, підтоплює під час великих повеней, які періодично трапляються на річці. Найбільш руйнівними за останнє століття були паводки 1941, 1969 та 2008 років.

### Мікротопоніми
У селі та на околицях є місцевості:
- Долина.
- Хриплів.
- Ясенівка.
- Гора.
- Качерівка.
- Цвинтарівка.
- Голятин.

## Історія

### Палеоліт
Поблизу Устя виявлено археологічні пам'ятки середнього і пізнього палеоліту. В урочищі Ясенівка у 1951 році Олександр Черниш проводив археологічні дослідження, в ході яких було виявлено багатошарову пам'ятку археології, яку згодом було названо Устя-І. Пам'ятка відома передусім ранньопалеолітичними знахідками, також знайдено крем'яні вироби пізнього палеоліту під час обстежень 1988 року.
Виявлено окремі знахідки середнього палеоліту — пам'ятка археології Устя VIII. Пізньопалеолітична пам'ятка археології Устя X розташована на третій терасі лівого берега Дністра, на віддалі 1,5 км від північно-західних околиць села. У викидах нового великого піщаного кар'єру знайдено три крем'яних вироби.

### Мезоліт
До мезолітичних пам'яток належить пам'ятка Устя II, розміщена на високому лівому березі Дністра, на відстані 2 км на схід від однойменного села, в урочищі Хриплів — нижній частині щитоподібного схилу біля глибокого яру, що розмежовує землі сіл Устя і Худиківці. Вище по схилу — поселення Устя III. У 1988 році на поверхні орного поля було закладено три шурфи (1x2 м), в яких на глибині 0,4-0,7 м зафіксовано культурний шар мезолітичного часу. Він приурочений до підґрунту В сучасного чорнозему. В шурфі № 1 виявлено лінзоподібне попелясто-сіре заповнення, перемішане із вугликами і золою — залишки відкритого вогнища. В культурному шарі (на площі трьох шурфів) знайдено 126 кам'яних предметів, проте майже половина з них (42,1 %) припадає на дрібні природні уламки кремнистої породи. Інші кремені розподіляються на такі групи: знаряддя — 4 екземпляри (3,2 %), пластини — 28 (22,4 %), відщепи — 27 (21,4 %), уламки — 14 (11,1 %). Знаряддя представлені кінцевим скребком високого типу і фрагментами пластин з крайовою ретушшю.
Набагато повнішою є колекція виробів з поверхні — 149 екземпляри. Нуклеуси типові поздовжні (торцеві) для пластинок — клиноподібні, біпоздовжні, аморфні з локальними робочими ділянками переважно на торці. Знаряддя праці розподіляються; на групи різців (3) мікроскребків (3), пластин з крайовою ретушшю (6). Пам'ятка загалом датується фінальним палеолітом — початком мезолітичної доби.
В урочищі Хриплів розташований археологічний пункт Устя IV, де знайдено кілька крем'яні вироби, які можуть датуватись мезолітичною добою.
Ще одна мезолітична пам'ятка Устя IX розташована на вершині мису, утвореного лівим берегом Нічлави і лівим берегом Дністра, біля тваринницьких ферм. На поверхні знайдено кілька мікролітичних кременів, вкритих блакитною патиною.

### Мідна, бронзова, залізна доба
Поблизу Устя виявлено археологічні пам'ятки трипільської, голіградської та черняхівської культур.
Сліди трипільського поселення виявлено у 1988 році в урочищі Ясенівка, а також на терасоподібному виступі правого берега Нічлави і лівого берега Дністра, неподалік від урочища Ясенівка, на високому похилому мислі на південно-західній околиці села — пам'ятка Устя V. На поверхні оранки знайдено декілька десятків фрагментів розписної кераміки, крем'яні вироби, фрагмент жіночої статуетки.
Вище по схилу від стоянки Устя ІІ, в урочищі Хриплів (над яром) розташоване пам'ятка Устя III, де виявлено поселення культури Ноа. та окремі знахідки культури фракійського гальштату і середнього палеоліту.

### Руський період
На території села виявлено пам'ятки давньоруської культури — селища Устя VI, VII.

### Польський період
Перша писемна згадка — 1469.
1498 король Ян Ольбрахт подарував містечко Кам'янець-Подільському єпископству; відтоді називалося Єпископським.
У містечку був збудований замок, залишки якого зберігалися ще протягом тривалого часу і були позначені на карті Галичини (1779—1782 рр.), що уклав Ф. фон Міґа.

### Австрійський період

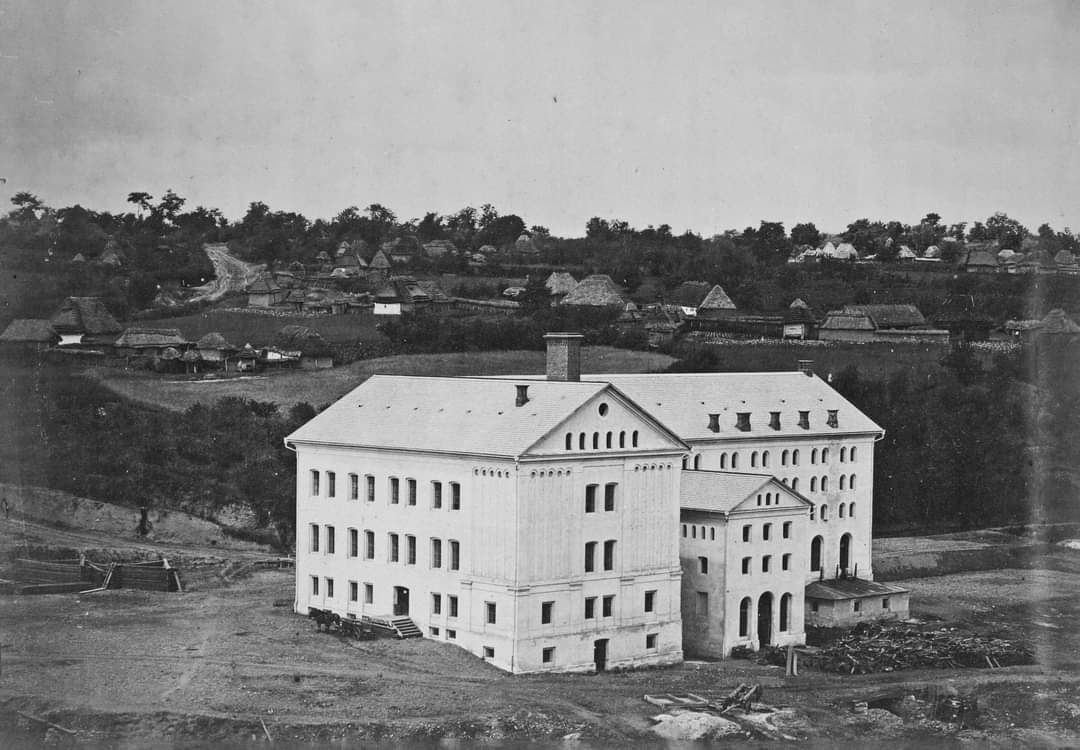
Паровий млин. Фото початку 20го століття

Від 1785 — містечко в Заліщицькій окрузі, від 1867 — в Борщівському повіті.

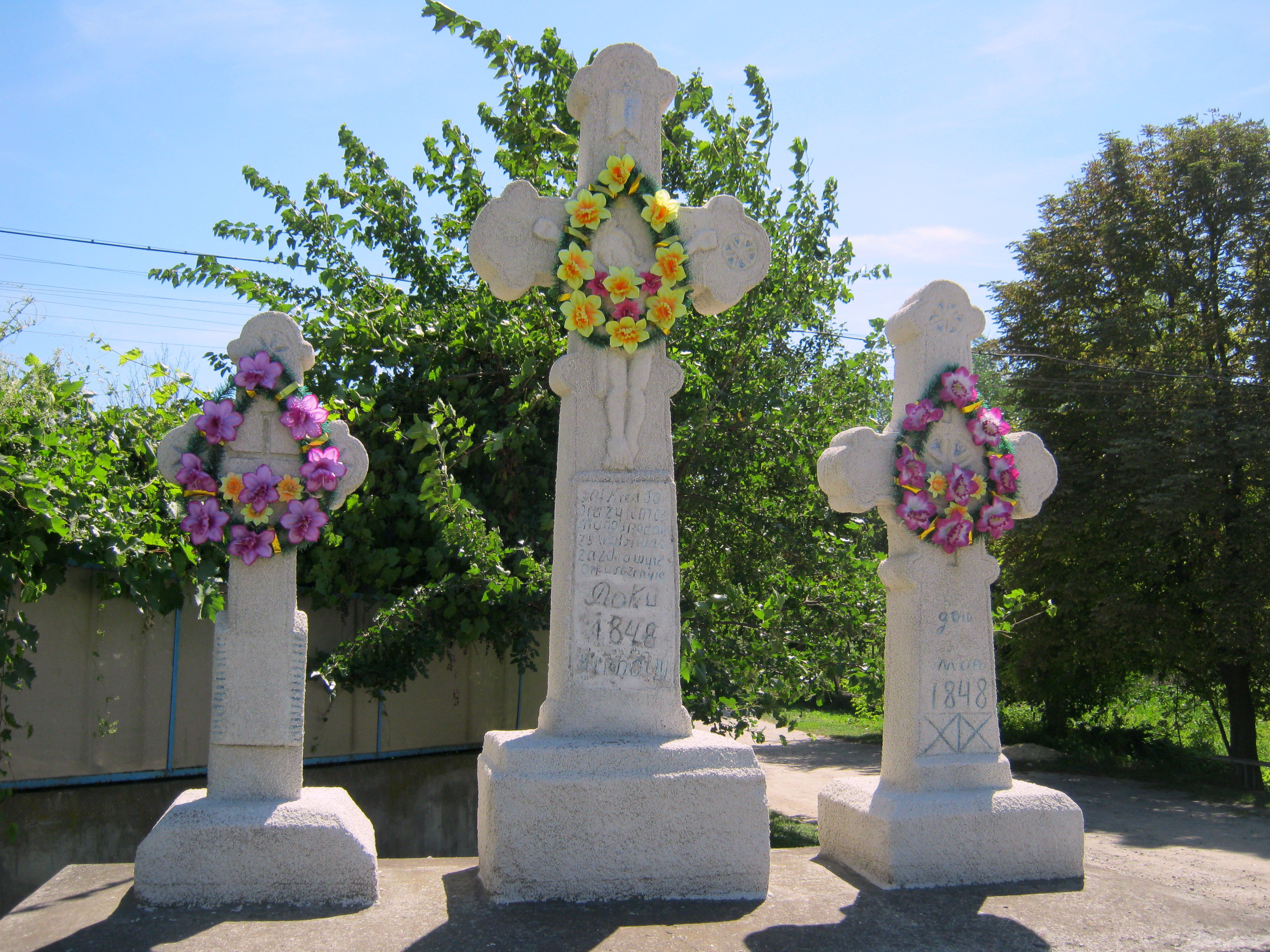
Пам'ятні хрести з 1848 року

Вкінці 19 століття село славилося своїми волами. У краєзнавчому нарисі «Економічний огляд Борщівського повіту (1896 рік)» місцевий дослідник Василь Король зокрема зазначав:
|  | Щодо волів [в Борщівському повіті] — то з обслідуваних люстратором місцевостей в однім Устю Єпископськім господарі виключно роблять волами, добре їх живлять та плекають і тому добре ся мають. В цілій тій громаді нема коней більше, як десять пар, і то лише у бідніщих господарів, котрі не можуть спромогтися купити волів… Тож інші громади Борщівського повіту повинні се наслідувати і взятися пильно до старанної годівлі худоби, а також випасу волів, і певно і не пожаліють |

Тоді ж, у 1896 році, в селі було 460 господарств та христянського населення 2547 осіб (без євреїв). Господарства за розміром розподілялися таким чином: 10 — заможних з наділом 15-20 морґів, 40 — нормальних, з яких 10 розміром 15-20 морґів і 30 розміром 5-9 морґів. Ще 260 господарств належало до «малорольних», з них 60 мали 3-4, а 200 — 1-2 морґи землі. Решта 150 родин були халупниками, тобто мали ділянку до 1,5 морґа або лише хату, без земельного наділу. Таким чином, село належало до найзаможніших в Борщівському повіті.
Наприкінці 19 столітті в селі відкрити читальню товариства «Просвіта».
Також у селі діяли товариства «Січ», «Сільський господар», «Рідна школа» та інші товариства, кооператив.

### Перша світова війна. Українська революція
У 1914 році містечко окупували російські війська, що супроводжувалося небувалими руйнаціями і спустошеннями. Російське військо прогнало все єврейське населення, а всі єврейські будівлі було знищено з фундаментами. Перекопано навіть всі підвали у тих будинках у пошуках коштовностей та грошей. З усіх будинків містечка збереглися тільки дім кредитної кооперативи «Руський Народний Дім», будинок учителя С. Гаймановича, греко-католицькі парафіяльні забудови, а також хата єврея Розенштока, в якій знаходилася кухня, а в кооперативному домі — офіцерська їдальня.

### Період Незалежності
До 2015 було центром Устянської сільської ради, якій підпорядковувалося село Михалків. Від вересня 2015 року ввійшло у склад Мельнице-Подільської селищної громади.
12 червня 2020 року, відповідно до розпорядження Кабінету Міністрів України № 724-р «Про визначення адміністративних центрів та затвердження територій територіальних громад Тернопільської області» увійшло до складу Мельнице-Подільської селищної громади.
19 липня 2020 року, в результаті адміністративно-територіальної реформи та ліквідації Борщівського району, село увійшло до складу Тернопільського району.

## Символіка

### Герб
Затверджений у XIX ст.
На лазуровому полі на зеленій базі мурована золотоверха дзвіниця, увінчана банею з хрестом, обабіч якої ростуть дві зелені сосни.

## Населення
За даними перепису населення 2001 року мовний склад населення села був таким:
| Мова       | Число осіб | Відсоток |
| ---------- | ---------- | -------- |
| українська |            | 98,82    |
| російська  |            | 0,91     |
| білоруська |            | 0,18     |
| молдовська |            | 0,09     |

### Місцеві прізвища
Серед українського населення найбільш поширеними прізвищами були Романюк, Амбросічук, Антонічук, Бохонюк, Горбуль, Ґричак, Зайшлий, Іванічук, Микитяк, Ісаюк, Петриченко, Підлубний, Прокіпчук, Олексюк, Роджак, Стефанюк, Фочак. Усі носії прізвища Романюк походять від козака Дмитра Романюка, родом з Уманщини, який служив козаком у сотні Ґонти. Йому вдалося вирватись із польської неволі, він утік на захід, оженився в Устю і тут осі («пристав на ґрунт»). Інші українські прізвища — Балійчук, Будзяк, Бунда, Бутеле-вич, Василишин, Волощук, Гладій, Гриньків, Григорчук, Гнатишин, Гладяк, Ґидейчук, Данилів, Данильчук, Денис, Довгань, Думітряк, Дутка, Завальницький, Захарчук, Запорожан, Зборолюк, Кондрин, Костюк, Крайник, Крицький, Маланюк, Малицький, Михайлинин, Михальчук, Матіїв, Нагуляк, Николяк, Олексин, Паскарик, Проданюк, Процюк, Сенюк, Сеньків, Сірман, Склепкевич, Соцький, Тишинський, Тищук, Ткачук, Шульган, Юрчик та інші. Серед польського та римо-католицького населення (головно, ополячених українців) були поширеними прізвища: Вишинський, Бучарський, Залєський, Качуровський, Балтазар, Кугаєвський, Курнік, Клюїк, Квасніцький, Малік, Худзіковський, Шельвіцький, Шидловський та Залуцька. Польське та римо-католицьке населення осіло в Устю головно в часі побудови цукроварні, млина та фабрики ріпакової олії. Також, в селі була чеська родина Копецьких. Польське і чеське населення на початку 20 століття уже вживали українську мову, а польську мову знали не краще за корінних селян.

## Пам'ятки

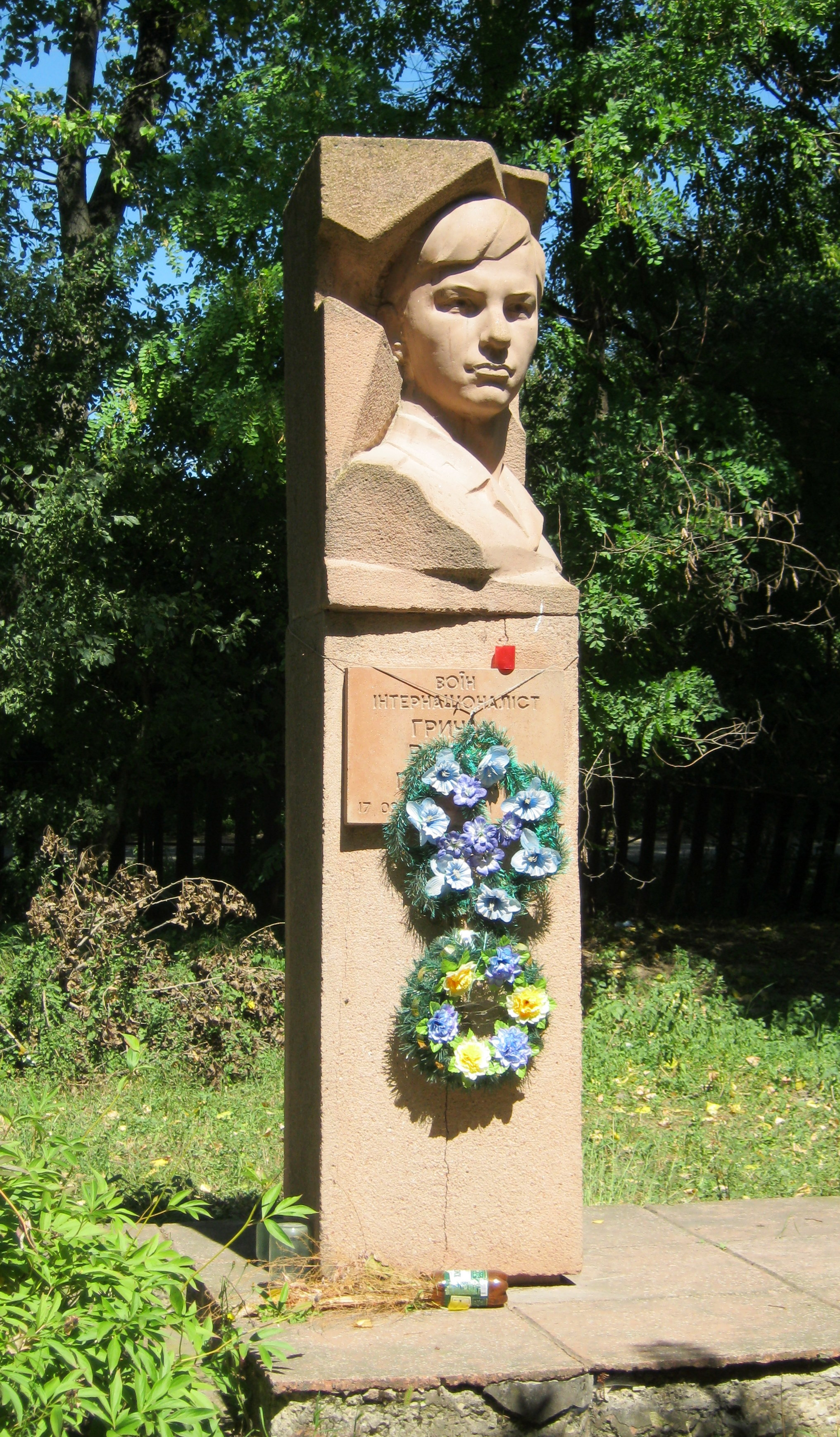
Пам'ятник воїнові-афганцеві В. Гричаку

Є церква святого архістратига Михаїла (18 ст., кам'яна, УГКЦ), капличка Матері Божої, костел (не діє).
Споруджено пам'ятники воїнам-односельцям, полеглим у німецько-радянській війні (1968), жертвам сталінських репресій та воїнові-афганцеві В. Гричаку.
На околиці села розташована ботанічна пам'ятка природи місцевого значення — Устянська ділянка.

## Господарство
У селі працюють підприємства:
- сільськогосподарське фермерське підприємство «Дністер».

## Соціальна сфера
Працюють ЗОШ І-ІІ ступенів, Будинок культури, бібліотека, амбулаторія, відділення зв'язку, торговельні заклади.

### Школа
Перша школа заснована у 1828 році, була у приміщенні дерев'яного будинку, розрахованого на 2 класи. До 1880-х років мова навчання була німецька, а відтак була змінена на українську. У 1891 році приміщення школи реорганізовано. Нове приміщення було збудоване у 1896 році. Першим керівником Устянської школи був Березовський, згодом — Семен Гніцький. За української влади ЗУНР в 1918—1919 р.р. школу очолював Антін Васильців. У міжвоєнний період директором був Юрасек, котрий проводив політику полонізації. В післявоєнні роки часто змінювалися керівники навчального закладу, найтриваліше керували директори Соловський А. О. (1954—1964) та Царук В. М. (1964—1993).
Нині школа у двоповерховому приміщенні загальною площею 476 м², має 8 класових кімнат, котрі разом вміщають 135 учнів, спортивний майданчик, приміщення шкільного буфету. В школі працюють 16 педагогів, 9 працівників технічного персоналу, навчаються 130 учнів. З 1996 року школу очолює Романюк Петро Якович, 1959 р.н., уродженець села Устя, випускник математичного факультету Чернівецького державного університету. Учні школи беруть діяльну участь у загальноукраїнських конкурсах «Кенгуру», «Левеня», «Першоцвіти України», фестивалі «Борщівські вишиванки», змагань з легкої атлетики та футболу.

## Народна культура

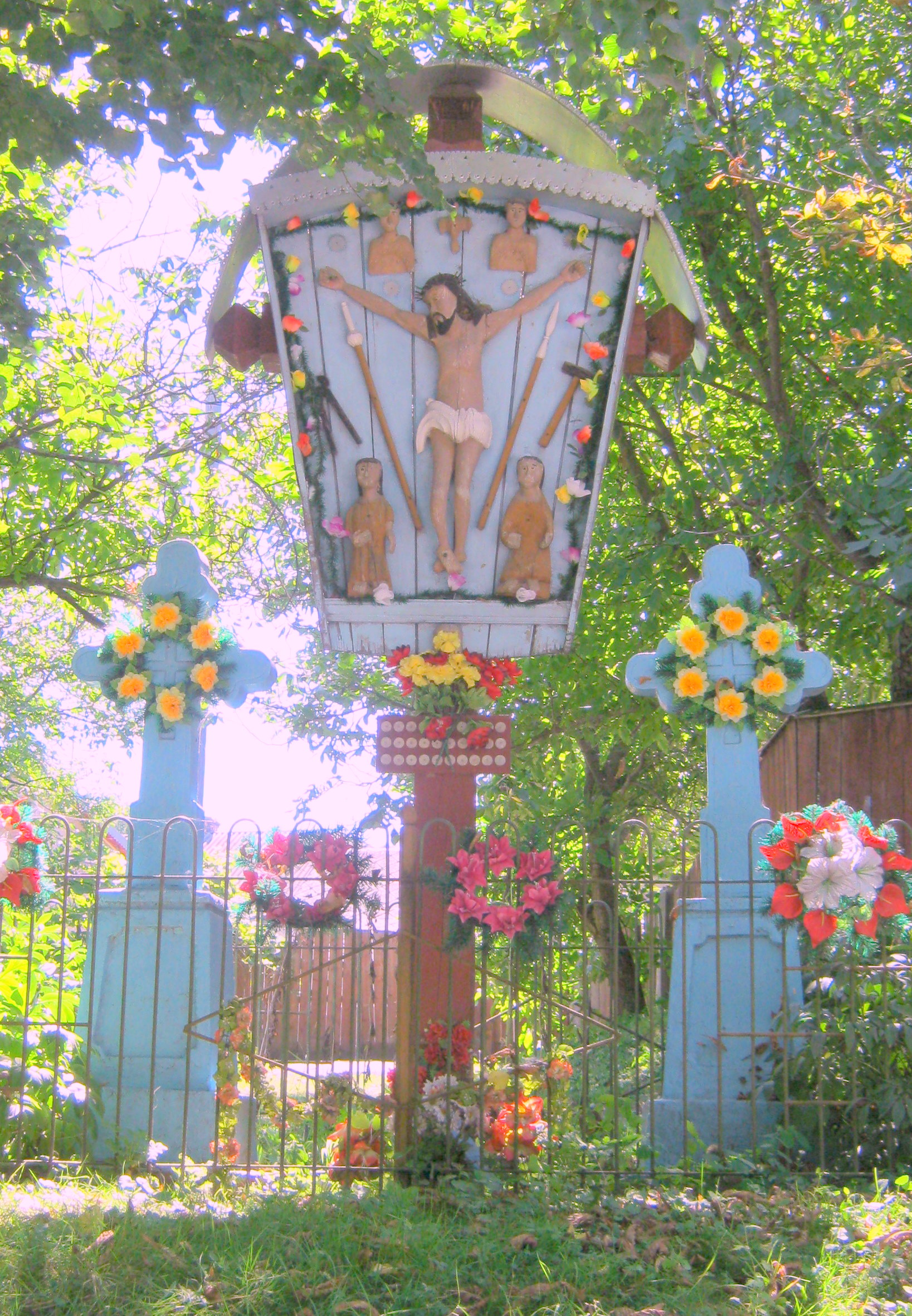
Дерев'яний придорожній хрест із села

### Етнографія
Вишивка у селі Устя має ряд особливостей. Широкі полики мають тридольну композицію і чергуються тоненькими смугами золотого і срібного шитва — «маскацела». Поширені тут також мережки, які мають назву «микання». У селі шиють сорочки, рукав яких оздоблено косими смугами з мотивів орнаменту так званих зірочок. У верхній частині рукава серед смуг обов'язкове парне зображення солярних знаків Сонця і Місяця, що має глибоке семантичне коріння. Така вишивка рукава має назви «плечки», «крупленка», «рукав».
Добре відомі далеко за межами села устянська «Маланка»та вертепи.

## Відомі люди

### Народилися
- польська художниця-графік Юзефа Худзіковська (22 березня 1889 — після 1930), якій належать аквафорти «Молода жінка, яка сидить» і «Дві молоді жінки», літографія «Дівчина, яка сидить» (1923), нині розміщені в Кабінеті гравюр Ягеллонської бібліотеки у Кракові.
- український кооператор Ярослав Шпундер (1900—1941), який жив і працював згодом в Підгайцях та Бережанах, з приходом рад. влади був засуджений на 8 років таборів, загинув у Воркуті.
- видатний вчений, заслужений діяч науки і техніки України, академік Інженерної академії України, професор, доктор економічних наук,  Іван Продіус (18 лютого 1936 - 30 вересня 2012), який народився у селі Устя та закінчив початкову  Устянську школу  та загальноосвітню школу у м.Мельниця-Подільська.

### Пов'язані з Устям
- о. Чайківський Омелян Володимирович — священик УГКЦ